# Phytodietus burgessi
Phytodietus burgessi är en stekelart som först beskrevs av Cresson 1868.  Phytodietus burgessi ingår i släktet Phytodietus och familjen brokparasitsteklar. Inga underarter finns listade i Catalogue of Life.